# Erol Erdal Alkan
Erol Erdal Alkan (Amsterdam, 16 febbraio 1994) è un calciatore olandese naturalizzato turco, difensore svincolato.

## Biografia
Alkan è nato nei Paesi Bassi da padre turco e madre surinamese.

## Carriera

### Nazionale
Ha esordito con la nazionale Under-21 turca il 6 ottobre 2016, in occasione della partita di qualificazione all'Europeo 2017 pareggiata per 0-0 contro l'Olanda.

## Statistiche

### Presenze e reti nei club
Statistiche aggiornate al 27 agosto 2018.
| Stagione         | Squadra          | Campionato       | Campionato | Campionato | Coppe nazionali | Coppe nazionali | Coppe nazionali | Coppe continentali | Coppe continentali | Coppe continentali | Altre coppe | Altre coppe | Altre coppe | Totale | Totale |
| Stagione         | Squadra          | Comp             | Pres       | Reti       | Comp            | Pres            | Reti            | Comp               | Pres               | Reti               | Comp        | Pres        | Reti        | Pres   | Reti   |
| ---------------- | ---------------- | ---------------- | ---------- | ---------- | --------------- | --------------- | --------------- | ------------------ | ------------------ | ------------------ | ----------- | ----------- | ----------- | ------ | ------ |
| gen.-giu. 2014   | Elazığspor       | SL               | 6          | 0          | TK              | 5               | 2               | -                  | -                  | -                  | -           | -           | -           | 11     | 2      |
| ago.-nov. 2014   | Körfez           | 2. Lig           | 1          | 0          | TK              | 1               | 0               | -                  | -                  | -                  | -           | -           | -           | 2      | 0      |
| gen.-giu. 2015   | Hatayspor        | 2. Lig           | 4          | 0          | TK              | -               | -               | -                  | -                  | -                  | -           | -           | -           | 4      | 0      |
| 2015-mag. 2016   | Hatayspor        | 2. Lig           | 13         | 0          | TK              | 1               | 0               | -                  | -                  | -                  | -           | -           | -           | 14     | 0      |
| Totale Hatayspor | Totale Hatayspor | Totale Hatayspor | 17         | 0          |                 | 1               | 0               |                    | -                  | -                  |             | -           | -           | 18     | 0      |
| 2016-2017        | Dordrecht        | ED               | 23         | 2          | CO              | 1               | 0               | -                  | -                  | -                  | -           | -           | -           | 24     | 2      |
| 2017-2018        | Dordrecht        | ED               | 24+1       | 0          | CO              | 1               | 0               | -                  | -                  | -                  | -           | -           | -           | 26     | 0      |
| Totale Dordrecht | Totale Dordrecht | Totale Dordrecht | 47+1       | 2          |                 | 2               | 0               |                    | -                  | -                  |             | -           | -           | 50     | 2      |
| 2018-2019        | Beroe            | A-PFG            | 5          | 0          | CB              | 0               | 0               | -                  | -                  | -                  | -           | -           | -           | 5      | 0      |
| Totale carriera  | Totale carriera  | Totale carriera  | 76+1       | 2          |                 | 9               | 2               |                    | -                  | -                  |             | -           | -           | 86     | 4      |

### Cronologia presenze e reti in Nazionale
| Cronologia completa delle presenze e delle reti in nazionale ― Turchia under 21 | Cronologia completa delle presenze e delle reti in nazionale ― Turchia under 21 | Cronologia completa delle presenze e delle reti in nazionale ― Turchia under 21 | Cronologia completa delle presenze e delle reti in nazionale ― Turchia under 21 | Cronologia completa delle presenze e delle reti in nazionale ― Turchia under 21 | Cronologia completa delle presenze e delle reti in nazionale ― Turchia under 21 | Cronologia completa delle presenze e delle reti in nazionale ― Turchia under 21 | Cronologia completa delle presenze e delle reti in nazionale ― Turchia under 21 |
| Data                                                                            | Città                                                                           | In casa                                                                         | Risultato                                                                       | Ospiti                                                                          | Competizione                                                                    | Reti                                                                            | Note                                                                            |
| ------------------------------------------------------------------------------- | ------------------------------------------------------------------------------- | ------------------------------------------------------------------------------- | ------------------------------------------------------------------------------- | ------------------------------------------------------------------------------- | ------------------------------------------------------------------------------- | ------------------------------------------------------------------------------- | ------------------------------------------------------------------------------- |
| 6-10-2016                                                                       | Alkmaar                                                                         | Paesi Bassi under 21                                                            | 0 – 0                                                                           | Turchia under 21                                                                | Qual. Europeo Under-21 2017                                                     | -                                                                               |                                                                                 |
| 11-10-2016                                                                      | Istanbul                                                                        | Turchia under 21                                                                | 1 – 1                                                                           | Slovacchia under 21                                                             | Qual. Europeo Under-21 2017                                                     | -                                                                               |                                                                                 |
| 10-11-2016                                                                      | Berlino                                                                         | Germania under 21                                                               | 1 – 0                                                                           | Turchia under 21                                                                | Amichevole                                                                      | -                                                                               |                                                                                 |
| Totale                                                                          |                                                                                 | Presenze                                                                        | 3                                                                               |                                                                                 | Reti                                                                            | 0                                                                               |                                                                                 |